# Дом лоялистов (Сент-Джон)
Дом лоялистов (англ. Loyalist House) — исторический дом-музей в пригороде Сент-Джона в провинции Нью-Брансуик (Канада). Представляет собой дом преуспевавшей семьи Мерритт, которая жила здесь с момента его строительства в 1817 году до 1958 года. В 1961 году дом был передан Историческому обществу Нью-Брансуика и включён в список Национальных исторических объектов Канады.

## История
Семья Мерритт принадлежала к Лоялистам Объединённой империи, родом из города Рай (Rye) (штат Нью-Йорк). В мае 1783 года вместе с примерно 6 тыс. других лоялистов они высадились в Парртауне (сейчас южная часть Сент-Джона, Нью-Брансуик), спасаясь от американской революции. Патриарх семьи Томас Мерритт (1729—1821) жил со своей женой и семью детьми в Парртауне. Несмотря на то, что изначально семья находилась в «скромных условиях», вскоре она стала известной в городе, а второе поколение семьи накопило огромное состояние.
Дэвид Дэниэл Мерритт, третий из сыновей Томаса и богатый владелец магазина, приобрёл землю, на которой в 1810—1817 годах был построен дом. Строительство дома длилось до 1817 года, вероятно, из-за войны 1812 года. Юнион-стрит была северной границей города до 1889 года, поэтому дом располагался в малонаселенном районе, что позволило Мерриттам содержать скот до второй половины века. Изначально дом находился на уровне улицы, но по мере расширения города улицы были вырыты, чтобы уменьшить нагрузку на упряжных лошадей, идущих по Жермен-стрит. В результате дом оказался на возвышении.
Семья владела домом до 1961 года и жила в нём время от времени до смерти Луи Мерритта Харрисона в 1958 году. В 1961 году Историческое общество Нью-Брансуика открыло дом как музей.

## Архитектура

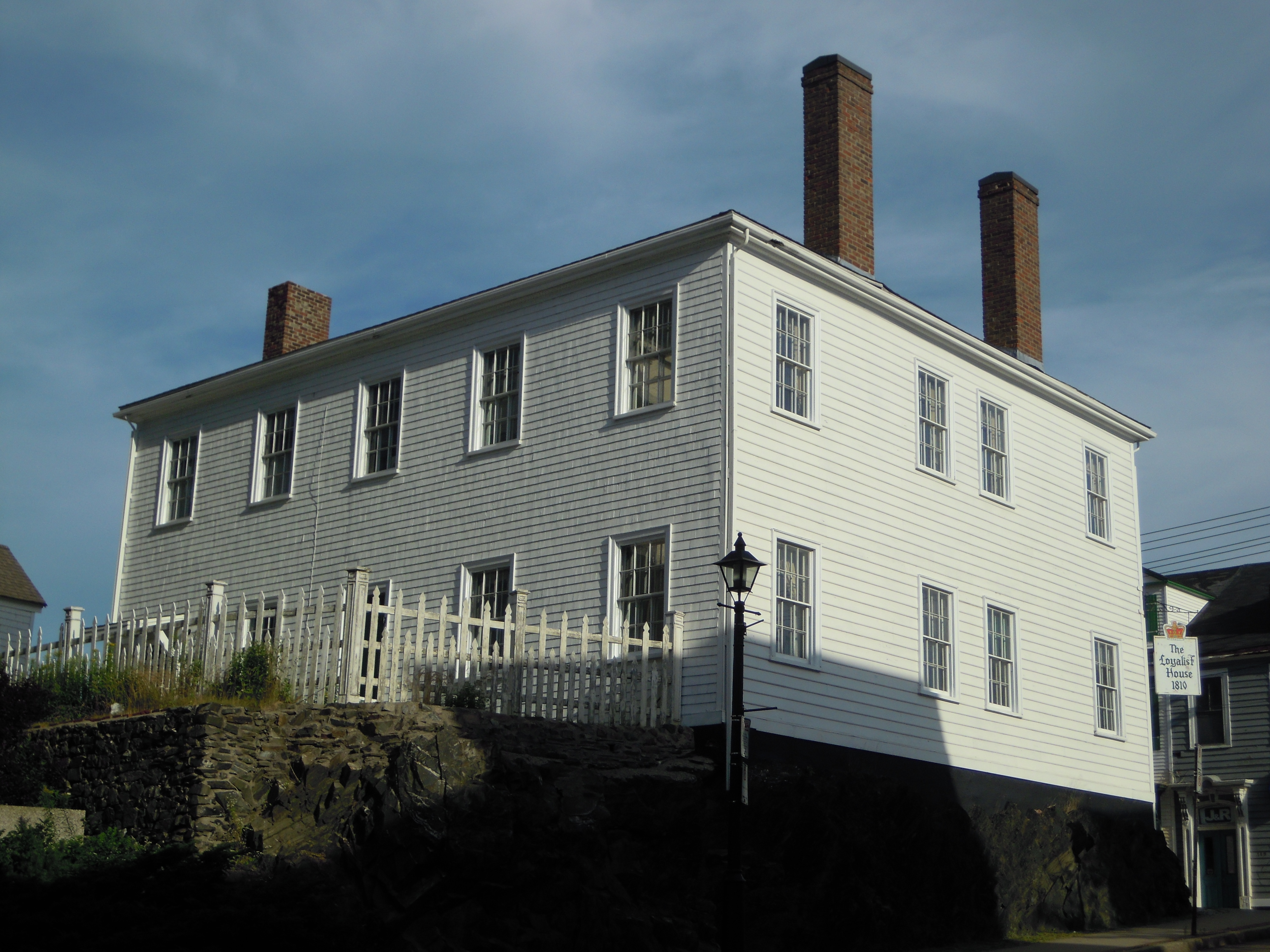
Вид сзади

Дом лоялистов называют самым старым структурно неизменным зданием в Сент-Джоне, большинство зданий того времени было разрушено во время Великого пожара 1877 года. Дом построен в федералистском стиле Новой Англии. Здание состоит из двух с половиной этажей, западная половина построена на каменно-известковом подвале.
Два основных этажа, на которых располагались жилые помещения семьи, идентичны по планировке и почти полностью симметричны. В них были гостиная и столовая, кухня, кабинет, четыре спальни и многочисленные залы для семей и прислуги. В жилую зону входят главная лестница и лестница для прислуги, централизованная система звонков, четыре дымохода с двумя каминами в каждой и тридцать одно большое окно. Дом был оборудован газовым освещением, хотя система была отключена семьей, и сегодня от неё мало что осталось.
Верхний этаж использовался в качестве помещения для слуг, в нём было пять комнат. Есть предположение, что одна из этих комнат была столовой и гостиной для слуг. Соседняя комната, небольшая, с множеством полок, примыкает к ней окном, как если бы это была барная стойка. Хотя на этом этаже есть многочисленные световые люки, добавленные более поздними Мерриттами, изначально в нём не было окон.
Также на территории дома есть каретный двор. Первоначально в нём находились повозка Мерритта, сани и домашний скот. Лоялисты использовали горячую сковороду, чтобы согреться по ночам.
В 2017 году в музее был произведен ремонт.

## Экспозиция
Дом-музей занимает бо́льшую часть двух основных этажей дома, а другие помещения используются как офисные и складские. Музей обставлен множеством образцов высококачественной георгианской и викторианской мебели, доставленных из коллекций Исторического общества Нью-Брансуика, Нью-Брансуикского музея и исторического поселения Кингс-Лэндинг. Музей открыт для посетителей с мая по сентябрь. Тем не менее, экскурсии доступны в любое время, при этом особое внимание уделяется семье Мерритт и жизни богатых жителей Сент-Джонса в XIX веке.